# Eustrotia sulphurea
Eustrotia sulphurea är en fjärilsart som beskrevs av Ignaz Schiffermüller 1776. Eustrotia sulphurea ingår i släktet Eustrotia och familjen nattflyn. Inga underarter finns listade i Catalogue of Life.